# 못말리는 결혼 (영화)
"못말리는 결혼"(Unstoppable Marriage)은 2007년 개봉한 대한민국의 코미디 영화이다. 서로 다른 가풍과 사회계급을 가진 두 남녀의 만남을 희극화한 내용을 담고 있다.

## 줄거리
풍수지리가의 딸 은호와 럭셔리 집안의 아들 기백. 우연히 엮이게 된 두 사람은 운명같은 사랑에 빠졌고 금세 결혼을 약속한 사이가 된다. 하지만 기백의 모친 말년은 공방이나 하는 은호가 성에 차지 않았고 은호의 부친 지만도 첫만남부터 실없는 소리나 늘어놓는 기백과 자기 집안을 무시하는 말년이 마음에 들지 않았다. 그러나 서로가 자녀의 배우자감으로 탐탁치 않다는 의견은 진심이었기에 결국 아이들을 헤어지게 만들자는 목표로 동맹을 맺는다. 그런데 동맹은 이상한 방향으로 흘러가기 시작했다. 아이들은 헤어질 기미가 보이지 않았고 지만과 말년도 미묘한 감정을 느끼며 가까워지게 된것이다.

## 제작진
- 김성욱

## 출연진
- 김수미 : 말년 역
- 임채무 : 지만 역
- 유진 : 은호 역
- 하석진 : 기백 역
- 안연홍 : 애숙 역
- 이재구 : 김 실장 역
- 성은 : 섹시녀 역
- 구본임 : 아줌마 1 역
- 전국향 : 아줌마 2 역
- 장소연 : 통역사 역
- 윤다훈 : 지루 역
- 조원석 : 민수 역 (특별출연)
- 김애경 : 김 여사 역 (특별출연)
- 김경욱 : 명품남 역 (특별출연)
- 이숙 : 가정부 역 (특별출연)